# Margites
O Margites (em grego:  Μαργίτης) é um poema épico da Grécia antiga, que é em grande parte perdido. A partir de referências para o trabalho que sobreviveu, sabe-se que o seu personagem central é um homem extremamente estúpido chamado "Margites" (do grego antigo μάργος, margos, "lascivos"), que não sabia quem era o seu pai.